# Соломин, Тимофей Михайлович
Тимофе́й Миха́йлович Соло́мин (6 [19] января 1885, поч. Депутатский, Вятская губерния — 1928, Талгар, Алма-Атинская область) — революционер, деятель рабочего движения, один из организаторов Ленской стачки 1912 года, представитель Пижемской отрасли древнего севернорусского рода Соломиных.

## Биография
Родился в поч. Депутатский.
В 1900 году ушёл из дома на заработки. С 1901 года работал на мыловаренном заводе в Елабуге у купца Баутина. В 1902 году — плотником у подрядчика Христолюбова в Мензелинском уезде Уфимской губернии. В 1903—1904 годах — на заготовке и сплаве древесины у лесопромышленника Е. С. Соломина. В 1905—1906 годах — в литейном цехе Нижнеудинского железнодорожного депо, где 17 октября 1905 года участвовал в забастовке. В 1907—1910 годах занимался сельским хозяйством.
В марте 1911 года приехал на Ленские золотые прииски. Во время работы на Васильевском прииске избран членом Центрального стачечного комитета. За день до Ленского расстрела, в ночь на 4 (17) апреля 1912 арестован в числе 10 выборных депутатов и отправлен в Бодайбинскую, затем Киренскую тюрьму. Освобождён через 3 месяца, но до 1917 года находился под надзором полиции.
В 1914—1918 годах работал на Урале (Нижний Тагил, Алапаевск, Туртинские рудники), где получил инвалидность и вернулся на Вятку. 12 июля 1927 года с семьёй переехал в с. Кузедеево, ныне Кемеровской области, где был одним из организаторов колхоза.

## Комментарии
1. ↑  Починок Депутатский, относившийся к Водозерской, в 1920-е годы — к Пижанской волости Яранского уезда, в последующем входил в состав Соломинского сельсовета Пижанского района Кировской области; не сохранился[1].